# Audace (1916)
«Аудаче»(італ. Audace) — ескадрений міноносець ВМС Італії часів Першої світової війни.

## Історія створення
У 1912 році ВМС Японії замовив в Англії будівництво двох есмінців типу «Уракадзе». Кораблі отримали назви «Уракадзе» і «Кавакадзе».
Вони були закладені у 1913 році на верфі фірми Yarrow Shipbuilders в Глазго. Але згодом темпи будівництва різко знизились, бо фірма надавала перевагу будівництву кораблів для свого флоту.
Есмінець «Уракадзе» був збудований у 1915 році і вирушив до Японії.
У 1915 році Італія, яка відчувала брак сучасних есмінців, викупила в Японії «Кавакадзе». Договір був підписаний влітку 1915 року. Корабель був спущений на воду 27 вересня 1916 року, вступив у стрій 23 грудня того ж року. Спочатку його планувалось назвати «Інтрепідо», але 25 вересня він був перейменований на «Аудаче», на честь корабля, який загинув 30 серпня.

## Конструкція
Спеціалістами фірми «Ярроу» були розроблені кораблі на базі есмінця «Файрдраке» типу «Акерон», побудованого на фірмі для британського флоту. Але в конструкцію внесли низку суттєвих змін. Корпус виготовлявся зі сталі високого опору і був розділений 19 поперечними перебірками, 12 з яких доходили до верхньої палуби. Поздовжні перебірки були лише у носовій та кормовій частинах, де розміщувались цистерни для рідкого палива.
Однією з важливих вимог замовника була велика дальність плавання. Але парові турбіни з безпосереднім приводом були неекономічні на малих оборотах, тому планувалось зробити силову установку комбінованою: парові турбіни для високих швидкостей і парові турбіни для економного ходу.
У цей час стало відомо, що для цієї ж мети на одному з есмінців, який будувала фірма «Thornycroft», збираються встановити дизель. Тому на есмінцях типу «Уракадзе» також було встановити комбіновану дизель-парову силову установку. Дизелі та гідравлічні муфти мала постачати німецька фірма «Вулкан». Але з початком Першої світової війни отримати дизелі та гідравлічні муфти було неможливо, тому від встановлення дизелів відмовились, віддавши це місце для додаткового запасу палива.
Після прибуття корабля в Італію на ньому було замінене озброєння відповідно до стандартів італійського флоту. На есмінці було встановлено сім 102-мм гармат «102/35 Mod. 1914».
Крім того, були встановлені дві 40-мм гармати «Vickers QF 2 pounder Mark II» і два 6,5-мм кулемети.
Торпедне озброєння складалось з двох спарених 450-мм торпедних апаратів, розміщених уздовж бортів.

## Історія служби

### Перша світова війна
Період переозброєння та випробувань тривав близько 2 місяців, і 1 березня 1917 року корабель вирушив з Неаполя до пункту базування в Бріндізі, супроводжуючи при цьому 2 нові підводні човни «H 1» і «H 2» з Мессіни в Таранто.
У квітні есмінець вирушив до Венеції, де був зарахований до складу I-ї ескадри есмінців (разом з «Анімозо», «Арденте», «Ардіто», «Джузеппе Чезаре Абба») і до кінця війни діяв у Верхній Адріатиці.
11 травня ескадра у повному складі вийшла на перехоплення загону австро-угорських есмінців та міноносців, але зустрічі з противником не мав.
Під час одинадцятої битви під Ізонцо (18-24 серпня 1917 року) «Аудаче» був у складі сил флоту, які підтримували сухопутні операції.
29 вересня 1917 року «Аудаче» разом з есмінцями «Спарвіеро», «Джузеппе Чезаре Абба», «Джованні Ачербі», «Вінченцо Джованні Орсіні», «Франческо Стокко», «Арденте», «Ардіто» супроводжували атаку літаків на Пулу.
28 листопада есмінці «Спарвіеро», «Аквіла», «Анімозо», «Арденте», «Ардіто», «Джузеппе Чезаре Абба», «Аудаче», «Вінченцо Джованні Орсіні», «Джованні Ачербі», «Джузеппе Сірторі» і «Франческо Стокко» вирушили з Венеції для переслідування австро-угорської ескадри у складі есмінців «Штрайтер», «Гусар», «Дукла» та 4 міноносців, яка обстріляла залізницю поблизу гирла річки Метауро. Італійські кораблі розпочали переслідування, але наздогнали ворожі кораблі занадто близько до Поли.
На початку 1918 року «Аудаче» став на плановий ремонт, який тривав 3 місяці. Після повернення до складу флоту він декілька разів залучався до прикриття атак проти Поли.
У ніч з 1 на 2 липня есмінці «Аудаче», «Джованні Ачербі», «Вінченцо Джованні Орсіні», «Джузеппе Сірторі», «Франческо Стокко», «Джузеппе Міссорі», «Джузеппе Ла Маса» та загін з 7 міноносців вирушили на обстріл ворожої території поблизу Кортеллаццо та Каорле. На зворотному шляху вони зустрілись із загоном австро-угорських кораблів, які повертались з обстрілу італійського узбережжя. У перестрілці був пошкоджений «Франческо Стокко». Італійці, маючи перевагу, все ж вирішили відступити. Есмінці, які вийшли з Венеції на допомогу, вже не встигли взяти участь у бою.

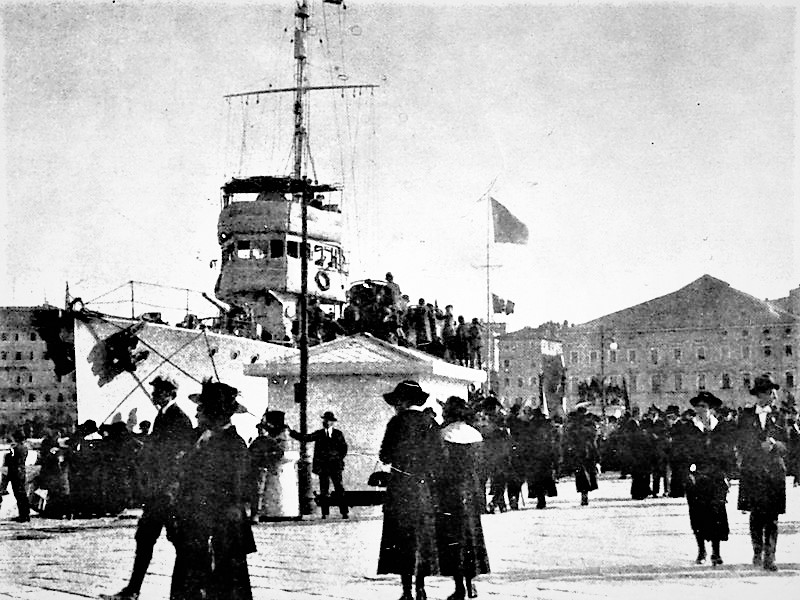
«Аудаче» в Трієсті, 1918 рік

3 листопада «Аудаче» був першим італійським кораблем, що увійшов у гавань Трієста після капітуляції Австро-Угорщини. На його борту перебував генерал Карло Петітті ді Рорето, губернатор нової області Фріулі-Венеція-Джулія.
10 листопада на борту есмінця здійснили перехід з Венеції в Трієст король Італії Віктор Емануїл III та генерали Армандо Діац і П'єтро Бадольйо.
24 березня 1919 року на борту «Аудаче» король Італії, морський міністр та Президент палати депутатів Італії приймали «парад перемоги» — зустрічали австро-угорські кораблі, які капітулювали.

### Міжвоєнний період
У 1920—1921 роках «Аудаче» був включений до складу «Дивізії Леванту» і базувався в Ізмірі, потім був стаціонером на італійських островах Додеканеського архіпелагу та біля Іонічного узбережжя Греції.
У 1922 році корабель пройшов капітальний ремонт в Таранто. З 1923 по 1928 роки корабель перебував у підпорядкуванні військово-морського командування в Лівії і базувався в Триполі, після чого повернувся до Таранто для чергового ремонту.
У 1929 році «Аудаче», як і багато есмінців часів Першої світової війни, був перекласифікований в міноносець. До 1934 року він базувався в Таранто, протягом 1934—1936 років перебував у складі морських сил Італійської Східної Африки і базувався в Червоному морі.
Під час громадянської війни в Іспанії він був у складі ескадри італійського флоту в Танжері, яка офіційно захищала італійські інтереси та італійських громадян, а неофіційно надавала допомогу франкістам. У 1937 році він супроводжував транспорти, які перевозили в Іспанію італійських добровольців.
Влітку 1937 року велись розмови про продаж корабля франкістам (як і низки інших есмінців), але зрештою корабель залишився у складі італійського флоту.
У вересні 1937 року корабель був виведений в резерв і згодом був переобладнаний на корабель управління радіокерованого корабля-мішені «Сан Марко». З міноносця були зняті чотири 102-мм гармати, у носовій частині була збудована нова надбудова, в якій розмістили радіоапаратуру. Також, як експеримент, на кораблі встановили гідроакустичну станцію, два паравани, обладнання для розміщення 8 глибинних бомб, а також дві буксировані протичовнові торпеди.
У 1938 році корабель був переведений в Ла-Спецію і переданий командуванню Верхньо-Тірренського військово-морського округу.

### Друга світова війна
Зі вступом Італії у Другу світову війну «Аудаче» у 1940 році був переведений в Пулу, де був переданий спочатку Артилерійській школі, потім Школі підводного плавання.
Але у 1942 році потреба в ескортних кораблях змусила повернути «Аудаче» до складу флоту. Аж до капітуляції Італії корабель здійснював супровід конвоїв у порти Албанії, Греції та Югославії. Загалом протягом війни він здійснив 430 виходів у море (13 — пошук підводних човнів, 256 навчальних, 46 транспортних, 59 — супроводи конвоїв, 56 — інші місії), пройшовши 65 436 миль.
9 вересня 1943 року корабель отримав наказ йти на південь у будь-який зайнятий союзниками порт. Але після виходу в море на кораблі зламались котельні вентилятори і він змушений був повернутись до Венеції, де 12 вересня був захоплений німецькими військами.

### У складі Крігсмаріне
Після невеликого ремонту корабель, перейменований на «TA 20», був включений до складу 11-ї дивізії охоронних сил, яка захищала комунікації у Верхній Адріатиці. Командувати кораблем призначили обер-лейтенанта Гайнца Гурке.
У травні 1944 року у зв'язку з реорганізацією німецьких морських сил в Адріатиці «TA 20» був переведений в 2-гу ескортну флотилію, якою командував корветтен-капітан Фрідріх-Вільгельм Торвест. Флотилія, укомплектована трофейними італійськими кораблями, здійснювала постановки мін для оборони італійського узбережжя та супровід конвоїв.
Влітку 1944 року британці активізували діяльність біля берегів Югославії і втрати німців серйозно зросли. До осені в строю залишались лише 2 міноносці: «ТА 20» і «ТА 48».
Восени 1944 року «ТА 20» і 2 мисливці за підводними човнами «UJ-202» і «UJ-208» (колишні італійські міноносці «Мельпомене» і «Спінгарда») здійснили ряд постановок мін.

#### Загибель
26 жовтня вони вийшли в море для перешкоджання каботажним перевезенням югославських партизанів біля острова Раб. На борту «ТА 20» перебував командир флотилії фрегаттен-капітан Торвест.
Удень кораблі перебували на замаскованих якірних стоянках, де їх помітили партизанські розвідники, які передали цю інформацію союзникам.
1 листопада на перехоплення німецьких кораблів вийшли два британські есмінці «Вітленд» і «Ейвон Вейл», а також 7 торпедних та артилерійських катерів, під командуванням лейтенант-командера Моргана Джайлза (англ. Morgan Morgan-Giles).
Есмінці мали висадити спостерігачів на північному березі острова Раб, торпедні катери вели пошук між островами Раб та Крк, решта катерів — біля острова Премуда.
О 19:50 торпедні катери помітили 2 великі цілі. Це були «UJ-202» і «UJ-208» Британські есмінці повним ходом вирушили на південний захід. За 20 хвилин вони помітили німецькі кораблі на своїх радарах. Наблизившись, вони відкрили вогонь, який заскочив німців зненацька. Дванадцяти британським 120-мм гарматам вони могли протиставили лише дві 100-м гармати, і за декілька хвилин почали тонути.
Британці розпочали рятувальну операцію, але на радарі з'явилась ще одна відмітка. Це був «ТА 20». Есмінці перервали рятувальну операцію і негайно кинулись в атаку. Вони знову досягли раптовості. Першими ж залпами був зруйнований місток, загинули майже всі офіцери, включаючи командира корабля Гурке і командира флотилії Торвеста.
Але німці продовжували вести вогонь аж до моменту загибелі корабля. О 22:30 корабель затонув біля острова Паг у точці з координатами 44°24′ пн. ш. 15°02′ сх. д. / 44.400° пн. ш. 15.033° сх. д..
Погана погода заважала рятувальній операції, британці змогли підібрати лише 19 німецьких моряків.
5 листопада 1944 року оберлейтенант Гурке і фрегаттен-капітан Торвест посмертно були нагороджені Лицарськими хрестами.